# Carebara osborni
Carebara osborni är en myrart som beskrevs av Wheeler 1922. Carebara osborni ingår i släktet Carebara och familjen myror. Inga underarter finns listade.